# Ignacio Clemente Delgado Cebrián
Ignacio-Clemente Delgado Cebrián O. P. (Villafeliche, Provincia de Zaragoza, España, 22 de noviembre de 1762 - Kien Lao  (actual Xuan Tien), Distrito de Xuan Truong, Provincia de Nam Định, Vietnam, 12 de julio de 1838) fue un religioso español, desde 1988 santo de la Iglesia católica.

## Biografía

### Primeros años
Hijo de Francisco-Ignacio Delgado Asensio y de Teresa Cebrián Melús, Delgado nació en Villafeliche en el seno de una familia de profundas convicciones religiosas, no en vano por parte de padre descendía del ilustre carmelita, Domingo Ruzola López (Domingo de Jesús María) y por parte de madre del no menos ilustre sacerdote y escritor, Baltasar Gracián. Tal ascendencia familiar le condujo en 1781 a ingresar en el Convento de San Pedro Mártir de los Dominicos de Calatayud (Zaragoza) y en 1784 en el Patriarcal Colegio de Ntra. Sra. del Socorro, hoy Convento de Santo Domingo en Orihuela (Alicante), dónde se alistó a las misiones de la Provincia del Santo Rosario en Filipinas.
Tras embarcar el 19 de septiembre de 1785 en Puerto Real (Cádiz), y recalar en Puerto Rico, La Habana, Veracruz, Ciudad de México, Acapulco e Islas Marianas, Ignacio-Clemente Delgado Cebrián, alcanzó el Puerto de Cavite de la ciudad de Manila, Filipinas, el 9 de julio de 1786. En esa ciudad ingresó en el Convento de Santo Domingo donde terminó sus estudios y fue ordenado sacerdote.

### Apostolado en Asia
El 27 de agosto de 1788, fue elegido junto al Padre Albán entre quince voluntarios para ir a evangelizar a Tonkin, hoy Vietnam. Ambos, "muy favorecidos por la naturaleza y por la gracia", partieron de tierras filipinas el 13 de noviembre, y el 11 de diciembre siguiente desembarcaron en Macao. Albán regresó a Manila al poco de desembarcar debido a serios problemas de salud. El padre Delgado se puso en camino el 20 de enero de 1790. Sin embargo, el capitán de la embarcación, en vez de llevarlo a su destino, lo llevó a la Cochinchina, y desde allí tuvo que proseguir como su inteligencia le dio a entender la ruta hacia Malaca. Estaba ya convencido de volverse a Manila cuando encontró un medio para encaminarse hacia Macao y, el 16 de julio, tuvo el golpe de fortuna de lograr reclutar en aquella ciudad asiática a otros tres compañeros de fe, los padres Henares, Vidal y Gatillepa, con los cuales llegó a Tonkin el 29 de octubre de 1790. Allí se encontraron con los tres sacerdotes que ya allí moraban, los padres Alonso, Benito y Cortés, a los que había que añadir a algunos religiosos dominicos indígenas. Resultaron ser los primeros misioneros occidentales que llegaban a Tonkin desde hacía 20 años.
Delgado aprendió la lengua de los nativos en Trung-linh y se dedicó al apostolado y proselitismo de la fe católica. Fue entonces cuando el vicario provincial, Feliciano Alonso, le entregó la dirección del seminario y la procuración de la misión, y le nombró junto a él pro vicario apostólico, para que si fallecía antes de que la Sagrada Congregación nombrase sucesor la misión no se quedase sin cabeza. Había sido nombrado el P. Alonso vicario apostólico el 24 de octubre de 1792 y el padre Delgado fue designado para sucederle en la vicaría provincial, cosa que hizo entre 1792 y 1794.
El 6 de abril de 1794, Ignacio Delgado fue ascendido a obispo coadjutor de Melipotamos, siendo consagrado por monseñor Feliciano Alonso en Trunglinh el 20 de septiembre de 1795. Ocuparon ambos la sede epicospal durante casi cuatro años, tiempo durante el cual sufrieron grandes sacrificios debido a las duras persecuciones contra los cristianos. El 2 de febrero de 1799 sucedió a monseñor Alonso como vicario apostólico y gobernó la sede durante casi 40 años, hasta el día de su martirio en 1838.

### Martirio
Fue preso el 29 de mayo de 1838 en Kien-lao, localidad en la que residían más de 5.000 cristianos y en la que había encontrado refugio el 22 de abril. A las 11 de la mañana del 30 de mayo, fue encadenado y de esta guisa penetró en la capital de la provincia, Sanh-Vi-Hoang, con una escolta de 400 guerreros reales. Fue condenado el 11 de junio a la pena de decapitación. En la madrugada del 12 de julio, murió a los 77 años víctima de disentería en la jaula en la que lo tenían recluido. Al mediodía arrastraron sus despojos mortales a la ciudad para decapitar su cadáver.
Fue enterrado en el mismo lugar del suplicio, aunque después sus restos acabaron sepultados en Bui-chu. Su cabeza fue expuesta durante tres días como escarmiento para los cristianos y después fue tirada a lo más hondo del río; sin embargo un pescador la sacó incorrupta entre sus redes el 1 de noviembre de ese mismo aciago año.